# Mads Rasmussen
Mads Reinholdt Rasmussen (ur. 24 listopada 1981 w Nykøbing Falster) – duński wioślarz, mistrz i brązowy medalista olimpijski, dwukrotny mistrz świata.
Złoty medalista z Rasmusem Quist Hansenem w dwójce podwójnej wagi lekkiej podczas igrzysk olimpijskich w 2012 roku w Londynie. Razem wywalczyli również brązowy medal igrzysk olimpijskich w 2008 roku w Pekinie.

## Osiągnięcia
- Mistrzostwa Świata – Lucerna 2001 – dwójka podwójna wagi lekkiej – 6. miejsce
- Mistrzostwa Świata – Sewilla 2002 – dwójka bez sternika wagi lekkiej – 3. miejsce
- Mistrzostwa Świata – Mediolan 2003 – dwójka podwójna wagi lekkiej – 8. miejsce
- Igrzyska Olimpijskie – Ateny 2004 – dwójka bez sternika wagi lekkiej – 4. miejsce
- Mistrzostwa Świata – Gifu 2005 – dwójka bez sternika wagi lekkiej – 2. miejsce
- Mistrzostwa Świata – Eton 2006 – dwójka bez sternika wagi lekkiej – 1. miejsce
- Mistrzostwa Świata – Monachium 2007 – dwójka bez sternika wagi lekkiej – 1. miejsce
- Igrzyska Olimpijskie – Pekin 2008 – dwójka bez sternika wagi lekkiej – 3. miejsce
- Mistrzostwa Świata – Poznań 2009 – jedynka wagi lekkiej – 3. miejsce
- Mistrzostwa Europy – Montemor-o-Velho 2010 – dwójka podwójna – 14. miejsce
- Igrzyska Olimpijskie – Londyn 2012 – dwójka podwójna wagi lekkiej – 1. miejsce